# Mörnsheim
Mörnsheim er en købstad (markt) i Landkreis Eichstätt i Regierungsbezirk Oberbayern i den tyske delstat Bayern.

## Geografi
Markt Mörnsheim ligger i Gailachtal. Floden Gailach løber gennem kommunen fra kilden i Mühlheim gennem det egentlige Markt Mörnsheim til dens udløb i Altmühl.
Mörnsheim grænser til regierungsbezirkene Mittelfranken og Schwaben. Dermed ligger den i skæringspunktet mellem territorierne for de 3 folkestammer som Bayern består af , Bayern, Franken og Schwaben.

### Inddeling
Kommune består ud over hovedbyen Mörnsheim, af landsbyerne Altendorf, Haunsfeld, Ensfeld, Mühlheim, Apfelthal og Lichtenberg.
- Wikimedia Commons har flere filer relateret til Mörnsheim